# 瓦卢斯河
瓦卢斯河（法語：Valouse，法語發音：[valuz]）是法国汝拉省与安省的河流，是安河的右支流，长41.8千米。